# لس لوبوس (تگزاس)
لس لوبوس (به انگلیسی: Los Lobos) یک منطقهٔ مسکونی در ایالات متحده آمریکا است که در تگزاس واقع شده‌است. لس لوبوس ۹ نفر جمعیت دارد.